# Antonio Montico
Antonio Montico (Valvasone, 30 dicembre 1933 – 27 maggio 2013) è stato un allenatore di calcio e calciatore italiano, di ruolo centrocampista.

## Carriera

### Giocatore

#### Club
Cresciuto nella Pro Gorizia, nel 1951 passa all'Udinese, con cui esordisce in Serie A in occasione del pareggio interno contro la Triestina del 30 novembre 1952, concludendo l'annata 1952-1953 con all'attivo 9 presenze e 3 reti, fra cui una doppietta alla SPAL.
A fine stagione si trasferisce alla Juventus dove, dopo un primo anno di ambientamento (14 presenze), conquista il posto da titolare a partire dalla stagione 1954-1955, mantenendolo per tre stagioni, riuscendo anche ad andare a segno con una certa continuità (25 reti complessivamente in bianconero). La sua migliore stagione, pur in un'annata infelice per la Juventus che chiude al nono posto, è il 1956-1957, in cui totalizza 30 presenze in campionato e con 10 reti (di cui 6 su calcio di rigore) risulta essere il miglior marcatore dei bianconeri, alla pari con Giorgio Stivanello.
A partire dalla stagione 1957-1958 le presenze diminuiscono progressivamente (14 in quell'annata, 3 e una nelle due successive), ma in quelle stagioni Montico conquista, sia pur da rincalzo, due scudetti e due edizioni della Coppa Italia.
Nella sessione autunnale del calciomercato del 1960 viene ceduto al Bari, in una stagione chiusa dai pugliesi con la retrocessione in Serie B dopo spareggio con Lecco ed Udinese, per poi rientrare alla Juventus a fine stagione. Disputa con i bianconeri nella stagione 1961-1962 i suoi ultimi due incontri in massima serie.
Nel 1962 viene ingaggiato dai canadesi del Toronto Italia, squadra della Eastern Canada Professional Soccer League. Con il club dell'Ontario vince la ECPSL 1962, per poi scendere in Serie C a chiudere la carriera con la maglia dell'Anconitana.
In carriera ha totalizzato complessivamente 125 presenze e 29 reti in Serie A.

#### Nazionale
Nel 1955 ha collezionato due presenze nella Nazionale maggiore, in occasione di un incontro di Coppa Internazionale contro l'Ungheria e di un'amichevole contro la Germania Ovest.

## Statistiche

### Cronologia presenze e reti in nazionale
| Cronologia completa delle presenze e delle reti in nazionale ― Italia | Cronologia completa delle presenze e delle reti in nazionale ― Italia | Cronologia completa delle presenze e delle reti in nazionale ― Italia | Cronologia completa delle presenze e delle reti in nazionale ― Italia | Cronologia completa delle presenze e delle reti in nazionale ― Italia | Cronologia completa delle presenze e delle reti in nazionale ― Italia | Cronologia completa delle presenze e delle reti in nazionale ― Italia | Cronologia completa delle presenze e delle reti in nazionale ― Italia |
| Data                                                                  | Città                                                                 | In casa                                                               | Risultato                                                             | Ospiti                                                                | Competizione                                                          | Reti                                                                  | Note                                                                  |
| --------------------------------------------------------------------- | --------------------------------------------------------------------- | --------------------------------------------------------------------- | --------------------------------------------------------------------- | --------------------------------------------------------------------- | --------------------------------------------------------------------- | --------------------------------------------------------------------- | --------------------------------------------------------------------- |
| 27-11-1955                                                            | Budapest                                                              | Ungheria                                                              | 2 – 1                                                                 | Italia                                                                | Coppa Internazionale                                                  | -                                                                     |                                                                       |
| 18-12-1955                                                            | Roma                                                                  | Italia                                                                | 2 – 1                                                                 | Germania Ovest                                                        | Amichevole                                                            | -                                                                     |                                                                       |
| Totale                                                                |                                                                       | Presenze                                                              | 2                                                                     |                                                                       | Reti                                                                  | 0                                                                     |                                                                       |

## Palmarès

### Giocatore
- Campionato italiano: 2

Juventus: 1957-1958, 1959-1960
- Coppa Italia: 2

Juventus: 1958-1959, 1959-1960
- Eastern Canada Professional Soccer League: 1

Toronto Italia: 1962